# Samson Vuilleumier
Samson Luc Andre Vuilleumier (* 8. Dezember 1804 in Lausanne; † 22. März 1889 ebenda) war ein Schweizer evangelischer Geistlicher und Hochschullehrer.

## Leben

### Familie
Samson Vuilleumier war der Sohn des Sekretärs und Redaktors der Verwaltungskammer des Kanton Léman Francois Auguste Vuilleumier (* 23. April 1768 in Lausanne; † 5. Juni 1831) und dessen Ehefrau Madeleine-Henriette (geb. Knab); er hatte noch vier Geschwister.
Seit 1840 war er mit Charlotte, Tochter des Erzdiakons Jean Linder, verheiratet; gemeinsam hatten sie fünf Kinder, zu diesen gehörte unter anderem auch der spätere Geistliche und Hochschullehrer Henri Vuilleumier.

### Werdegang
Samson Vuilleumier studierte Theologie an der Akademie Lausanne und wurde nach dem Studium 1830 ordiniert.
Er war von 1830 bis 1835 Pfarrhelfer erst in Le Sentier und später in Moudon, bevor er als Pfarrhelfer von 1835 bis 1838 an der französischen Kirche in Basel tätig war; dort übte er anschliessend von 1838 bis 1843 das Amt des Pfarrers aus. Von 1843 bis 1846 war er darauf Pfarrer in Chesalles-sur-Moudon und von 1846 bis 1851 erneut in Moudon.
1851 erfolgte seine Berufung zum Professor für Praktische Theologie an der Akademie Lausanne, bis er 1883 emeritierte; in dieser Zeit war er von 1852 bis 1855 Rektor der Akademie. Von 1884 war er noch als Honorarprofessor tätig.
In der Zeit von 1869 bis 1888 war er auch erster Pfarrer von Lausanne.

### Geistliches und berufliches Wirken
Samson Vuilleumier war von 1861 bis 1863 Dekan des Kapitels Lausanne und von 1863 bis 1869 Mitglied der Synode. Von 1863 bis 1866 war er erster Präsident des Synodalrats und der Synodalkommission.  Ab 1872 war er Präsident des Schweizerischen Reformierten Pfarrvereins. Er trug ab 1863 auch zur Erarbeitung der Kirchenordnung bei.
Während seiner Amtszeit in Chesalles-sur-Moudon und Le Sentier verfolgte er die Entwicklung des Sonderbundskrieges und unterrichtete viele Freunde in dieser Zeit brieflich über die Geschehnisse im Waadtland. In Auszügen wurde dieser Briefwechsel 1947 durch Jean-Charles Biaudet, Robert Centlivres und Henri Meylan veröffentlicht.
Er war mit dem Theologen Alexandre Vinet befreundet.

## Schriften (Auswahl)
- Quand le pasteur Samson Vuilleumier montait à la Vallée en 1830.
- Ebénézer ou jusqu'ici l'Eternel nous a secourus: discours prononcé dans la cathédrale de Lausanne. Lausanne 1863.
- Jean-Charles Biaudet; Samson Vuilleumier: Échos du Sonderbund: lettres choisies de Samson Vuilleumier, 1847.  Lausanne: Éditions de l'Eglose nationale vaudoise, imp. 1947.
- Samson Vuilleumier; Robert Centlivres; Henri Meylan: L'Eglise vaudoise dans la tempête : lettres choisies de Samson Vuilleumier, 1843–1846. Lausanne: Impr. La Concorde, 1947.